# Ludwig Rehn (Mediziner)

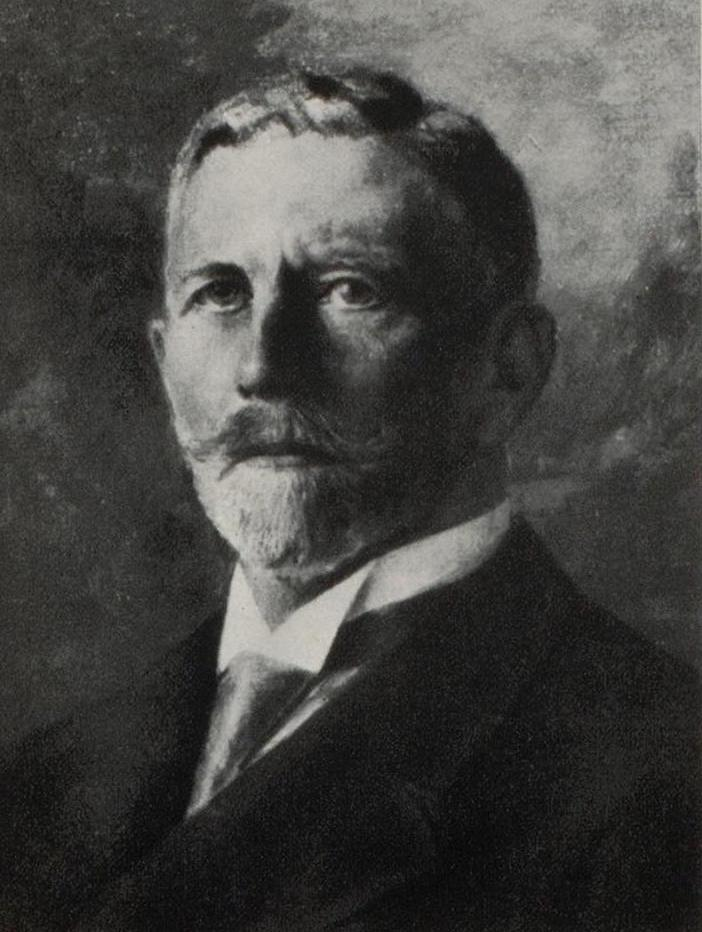
Ludwig Rehn

Ludwig Rehn (auch Louis Rehn; * 13. April 1849 in Allendorf, Kurfürstentum Hessen; † 29. Mai 1930 in Frankfurt am Main) war ein deutscher Chirurg und erster „Herzchirurg“.

## Leben und Wirken
Ludwig Rehn war das jüngste von fünf Kindern des Arztes seines Geburtsorts Allendorf. Nach dem Besuch der Klosterschule in Bad Hersfeld studierte er von 1869 bis 1874 – unterbrochen vom Dienst als Kriegsfreiwilliger im Deutsch-Französischen Krieg – Medizin an der Philipps-Universität Marburg. Dort wurde er im Corps Hasso-Nassovia aktiv. 1874 zum Dr. med. promoviert, ließ er sich in Griesheim und später in Rödelheim als praktischer Arzt nieder. Während dieser Zeit arbeitete er auch als Betriebsarzt in der Chemischen Fabrik Griesheim.  Bekannt wurde er durch die Aufklärung der Ursachen des Blasenkrebses bei Arbeitern in den ortsansässigen Anilinfabriken (Er hatte 1885 auf die Zusammenhänge zwischen Krebserkrankung und chemischen Einflüssen hingewiesen).
Wie zuvor schon Paul Jules Tillaux gelang Rehn  1884 die erfolgreiche chirurgische Behandlung der Schilddrüsenüberfunktion (bei Morbus Basedow) durch Entfernung von (sekretbildenden) Teilen der Schilddrüse. Ab 1886 war Rehn Chirurg und später Chefarzt der Chirurgischen Klinik des Städtischen Krankenhauses in Frankfurt am Main.
Am 9. September 1896 gelang Ludwig Rehn die erste erfolgreiche Naht einer Stichwunde am menschlichen Herzen und damit die erste erfolgreiche Herznaht überhaupt. Der Patient war der 22-jährige Gärtnergeselle Wilhelm Justus, der am 6. September in einer Messerstecherei im Nizza, einer Grünanlage am Frankfurter Mainufer, verletzt worden war. Ein bei einem solchen Eingriff befürchtetes tödliches Kammerflimmern trat nicht ein und der Patient überlebte Operation und Operationskomplikationen. Der Pioniertat vorangegangen waren erfolgreiche Versuche am Herzen von Kaninchen sowie eine Serie tödlich endender Rettungsversuche beim Menschen, die – ohne dass Rehn davon Kenntnis hatte – sich in Italien und Norwegen ereignet hatten. Ab 1914 war er Professor für Chirurgie an der neugegründeten Stiftungsuniversität Frankfurt am Main. Am Ersten Weltkrieg nahm er zuletzt als Obergeneralarzt teil.
Rehn starb mit 81 Jahren und wurde auf dem Frankfurter Hauptfriedhof beigesetzt.
Sein Sohn Eduard Rehn und sein Enkel Jörg Rehn waren ebenfalls Chirurgen.
Sein Urenkel Götz Rehn leitet das von ihm 1984 gegründete Biounternehmen Alnatura.

## Ehrungen

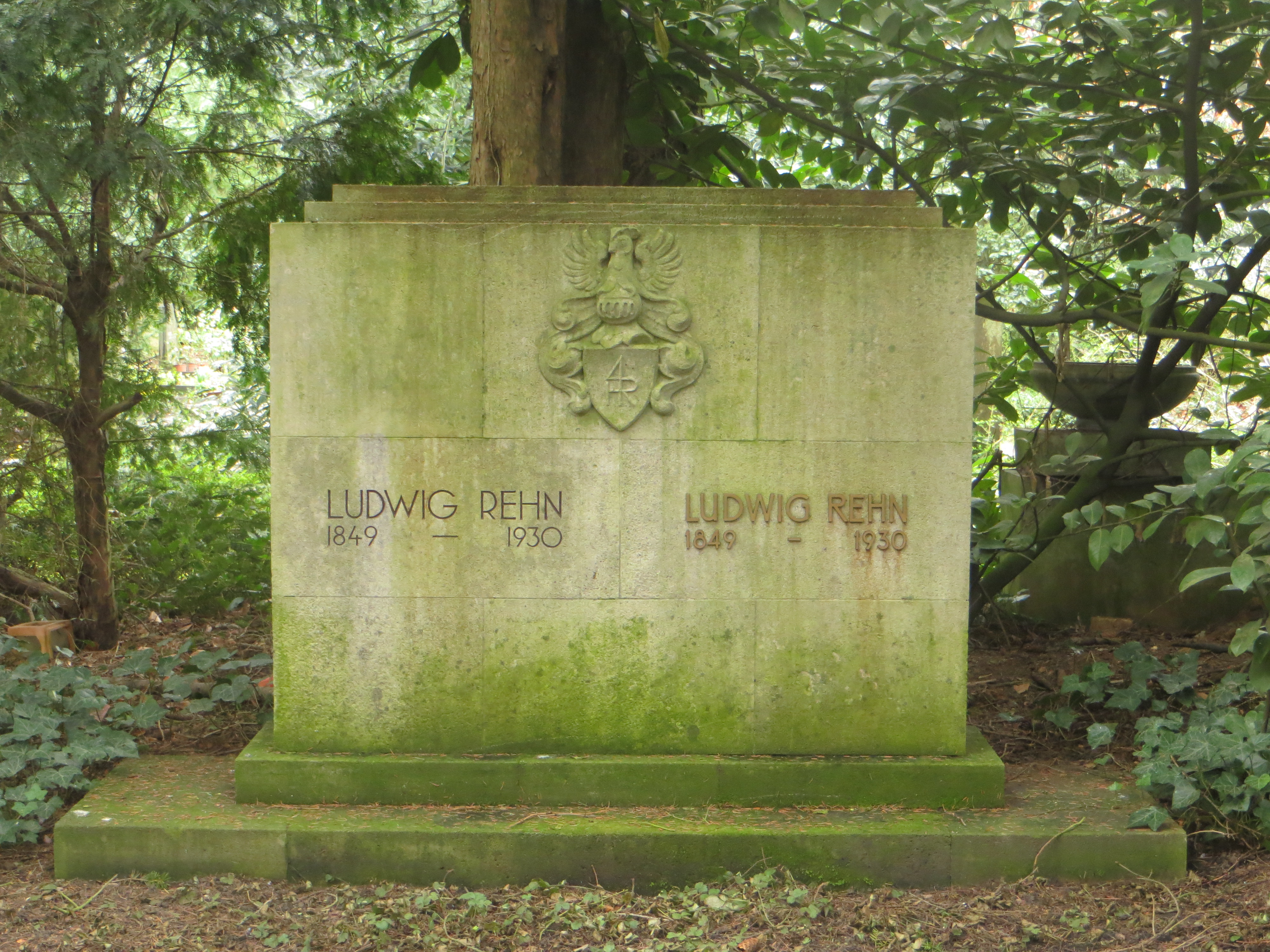
Ehrengrab von Ludwig Rehn auf dem Frankfurter Hauptfriedhof

- Mitglied des wissenschaftlichen Senats der Kaiser-Wilhelms-Akademie für das militärärztliche Bildungswesen
- Geheimer Medizinalrat
- Ludwig-Rehn-Preis für eine hervorragende wissenschaftliche Arbeit auf dem Gebiet der Allgemeinchirurgie. 1973 von der IHK Frankfurt am Main gestiftet, seit 2002 von der Vereinigung Mittelrheinischer Chirurgen vergeben[12]
- Ludwig-Rehn-Straße in Frankfurt-Sachsenhausen
- Ludwig-Rehn-Platz in Bad Sooden-Allendorf

## Veröffentlichungen (Auswahl)
- Die chirurgische Behandlung der akuten Appendizitis. In: Verhandlungen der Deutschen Gesellschaft für Chrirurgie I. 1901, S. 659 ff.